# Baraguatherium
Baraguatherium (nombre que significa "bestia de Baragua") es un género extinto de perezoso gigante milodontoideo milodóntido, que vivió a principios del Mioceno, en lo que hoy es el estado Lara, en Venezuela. El espécimen fósil fue hallado en una capa del Mioceno inferior de la Formación Castillo, y contiene una mandíbula parcial y un fémur asociado a esta.
El núcleo de los dientes de Baraguatherium posee una capa vasodentina, de forma similar a los géneros de milodontoideos Octodontotherium, Paroctodontotherium y Orophodon. La capa de cemento es delgada en los dientes, los dientes molariformes primero a tercero son bilobulados y de tamaño similar, el tercer molariforme es piriforme y la superficie oclusal del diente es biselada, un rasgo basal del clado Mylodontidae.
Los restos fueron encontrados en depósitos con abundante presencia de hojas y madera propios certa de la línea costera, lo que indica que este género prefería hábitats tropicales cercanos a la costa.